# Carr House (Lancashire)

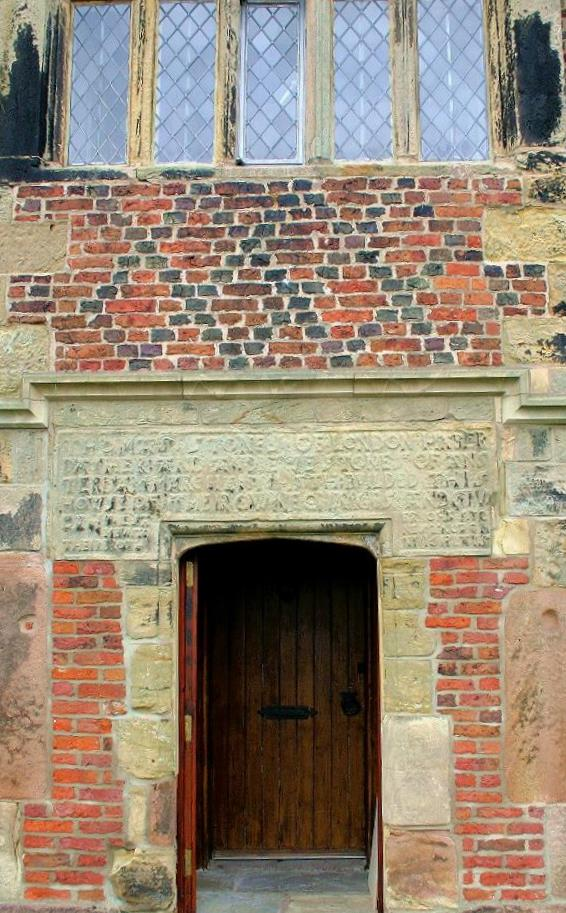
Vorhalle von Carr House mit Inschrift über der Tür

Carr House ist ein Landhaus auf dem Grundstück von Bank Hall im äußersten Nordwesten des Dorfes Bretherton, auf halbem Wege zwischen den Dörfern Tarleton und Much Hoole in der englischen Grafschaft Lancashire. Die Eingangsfassade des Gebäudes zeigt nach Süden, zur Bretherton Road hin. Das Haus in jakobinischem Stil ist von der Straße zurückgesetzt und hat einen Vorhof, der auf seiner Westseite von Gebäuden eines Bauernhofes begrenzt wird.
English Heritage hat das Gebäude als historisches Bauwerk II*. Grades gelistet.

## Die Familie Stone
Carr House ist der Familiensitz der Stones. Thomas Stone, ein Galanteriewarenhändler aus London, und sein Bruder Andrew, ein Kaufmann aus Amsterdam, ließen es 1613 errichten.
Die Kirche des H. Michael vor Ort wurde 1628 errichtet. Die Stones hatten sie den Einwohnern der Dörfer Croston, Much Hoole und Bretherton geschenkt. Sie ließen auch ein Herrenhaus für den Pfarrer von St Micheal bauen. John Stone stiftete den Taufstein und seine Gattin die Silberkelche und -teller, die heute noch in der Kirche für die Heilige Kommunion genutzt werden.
Andrew Stone ließ Güter über Hoole nach England bringen und Richard Stone führte 1604 irische Holzpaneele und Holz für die Familie Shuttleworth, die dann Gawthorpe Hall bauen ließ, ein und lagerte sie bis zu ihrem Einsatz in der Zehntscheune von Hoole.

## Architektur
Das Landhaus wurde 1613 errichtet und sein Grundriss zeigte zwei Flügel auf beiden Seiten der zentralen Vorhalle. Das Gebäude wurde in rotem Ziegelstein erbaut, der über die Jahrhunderte verwittert ist und so heute eine angenehme, warme Farbe besitzt. Die Damaszierung mit blauen Ziegelsteinen und die ungleich langen Ecksteine entsprechen den Mustern aus derselben Zeit an Rufford Old Hall, Bank Hall und der Kirche von Hoole. Außen wurde das Gebäude seit seinem Bau nicht wesentlich verändert; alle alten Ajimezfenster aus Stein sind heute noch erhalten und somit wurde das Mauerwerk nicht verändert. Blauer Schiefer anstatt der üblichen Steinplatten der meisten alten Häuser in Lancashire aus dieser Zeit bedeckt das Dach. Die Vorhalle ist das beherrschende Bauteil an der Eingangsfassade; sie liegt in der Mitte und reicht bis zum Dach im dritten Geschoss hinauf.
An der Frontfassade gibt es zehn Fenster, vier im Erdgeschoss, fünf im 1. Obergeschoss und eines im Dachgeschoss, jeweils mit Verdachungen. Alle haben vier in Blei eingefasste Scheiben, nur die über der Vorhalle haben fünf. Zwischen den oberen und den unteren Fenstern gibt es vier vertikale Einschnitte im Mauerwerk, die heute mit Mörtel aufgefüllt sind. Der Grund für dieses Konstruktionsdetail war die teilweise Vermeidung der Fenstersteuer; man behauptete, die oberen und unteren Fenster seien miteinander verbunden und daher nur als ein Fenster zu zählen.
Eine Inschrift in erhabenen Buchstaben auf der Steinplatte über der Eingangstür lautet: Thomas Stones aus London, Galanteriewarenhändler, und Andrewe Stones, Kaufmann aus Amsterdam, ließen dieses Haus auf eigene Kosten bauen und gaben dasselbe ihrem Bruder, John Stones: Anno Domini 1613. Laus. Die Inschrift ist eigenartigerweise an ihrem Ende durch den Durchgang geteilt.
Die Wände der oberen Räume sollen früher mit Eiche vertäfelt gewesen sein, aber die Vertäfelung soll 1832, bei der Renovierung von Bank Hall, in diese eingebaut worden sein.
Ein wichtiges architektonisches Detail des Hauses ist die sehr seltene Gitterpfostentreppe; vier innere Pfosten stützen die Treppe auf die volle Höhe ohne Unterbrechung.

## Jeremiah Horrocks
Man behauptet allgemein, dass Jeremia Horrocks seine Beobachtung des Durchgangs der Venus am 24. November 1639, von dem Raum über der Vorhalle aus machte. Er wohnte zu der Zeit als Gast und Mieter von Mr Stone in Carr House. Man glaubt auch, dass Jeremia Horrocks der Tutor der Kinder der Familie Stone war.

## Puppenmuseum
In Carr House war einst ein Puppenmuseum untergebracht, in dem die Harry Elder's Collection ausgestellt war.
Heute ist die Sammlung anderweitig untergebracht und das Gebäude ist wieder ein Privathaus.